# 천안 광덕사 목조석가여래삼불좌상
천안 광덕사 목조석가여래삼불좌상(天安 廣德寺 木造釋迦如來三佛坐像)은 대한민국 충청남도 천안시 광덕면 광덕사에 있는 조선시대의 불상이다. 2019년 1월 30일 충청남도의 유형문화재 제244호로 지정되었다.

## 지정 사유
천안 「광덕사 목조석가여래삼불좌상」은 1728년 지역고찰이었던 광덕사 대웅전에 봉안하기 위해 조성된 성보로, 조성시기의 발원문과 복장물이 남아 있는 점과 조선후기 조각 및 화원 승려의 계보를 파악할 수 있는 점 등으로 문화재 가치가 높아 충청남도 문화재로 보존 ․ 관리하고자 지정 고시함.

## 참고 문헌
- 천안 광덕사 목조석가여래삼불좌상 - 국가유산청 국가유산포털